# Perna (Bosanska Krupa)
Pour les articles homonymes, voir Perna.
Perna (en serbe cyrillique : Перна) est un village de Bosnie-Herzégovine. Il est situé dans la municipalité de Bosanska Krupa, dans le canton d'Una-Sana et dans la fédération de Bosnie-et-Herzégovine. Selon les premiers résultats du recensement bosnien de 2013, il compte 31 habitants.

## Démographie

### Évolution historique de la population
| 1948 | 1953 | 1961 | 1971  | 1981 | 1991 | 2013 |
| ---- | ---- | ---- | ----- | ---- | ---- | ---- |
| -    | -    | 909  | 1 090 | 155  | 140  | 31   |

|  |